# Rifargia bianca
Rifargia bianca är en fjärilsart som beskrevs av William Schaus 1892. Rifargia bianca ingår i släktet Rifargia och familjen tandspinnare. Inga underarter finns listade.